# Bitwa pod Martynowem (1699)
Bitwa pod Martynowem – bitwa stoczona pomiędzy wojskami polskimi a Tatarami budziackimi przy brodzie w Martynowie 21 lutego 1699 roku zakończona porażką wojsk polskich. Była to ostatnia wielka bitwa pomiędzy Rzecząpospolitą a Tatarami i Imperium Osmańskim

## Preludium
W grudniu 1698 w Karłowicach podpisany został bilateralny traktat pokojowy polsko-turecki zawierający postanowienia związane z zakończeniem wojny polsko-tureckiej(1683-1699). W wyniku tych ustaleń zakazano Tatarom najeżdżać ziemie Rzeczypospolitej. Nurredin sołtan Gazi-Gerej w obliczu tego zakazu, który w najbliższym czasie miał wejść w życie, zorganizował łupieżczy najazd tatarski, który wyruszył prawdopodobnie w połowie grudnia.
W okresie zimowym w ugrupowaniach wojskowych (mołdawskim, pokuckim, podniestrzańskim i lwowskim) na terenach przygranicznych stacjonowało około 12800 ludzi. Ze względu na szeroki zakres terytorialny, które miały one pokrywać, były to siły zbyt rozciągnięte, aby umożliwić szybkie i skuteczne odparcie najazdów tatarskich. W taktyce tatarskiej najważniejszym celem było zdobycie łupów i jasyru oraz unikanie strat własnych, co skutkowało unikaniem walnych starć z oddziałami przeciwnika.

## Najazd tatarski
Siły Tatarów budziackich biorących udział w ataku liczyły około 3 tysięcy jeźdźców. Dodać do nich trzeba nieznaną liczbę Mołdawian i Wołochów, którymi dowodził Dawidenko Wołoszyn (były rotmistrz chorągwi wołoskiej). Łącznie liczbę najeźdźców można oszacować na 4-5 tysięcy ludzi.
Wyprawa wyruszyła prawdopodobnie pod koniec grudnia. Hetman wielki koronny Stanisław Jan Jabłonowski zlekceważył informacje o ruchach tatarskich w obliczu niedawno podpisanego układu oraz ciężkich warunków atmosferycznych (odwilż, roztopy i powodzie). Z Budziaku przez szlak wołoski oddziały dotarły do Kamieńca Podolskiego w połowie stycznia. Stamtąd wyruszyli na Śniatyń, do którego dotarli około 13 lutego.
Pomimo spustoszenia powiatu kołomyjskiego, pierwszym celem tatarskim było dotarcie do bardziej zaludnionych i dostatniejszych terenów, w wyniku czego mniej skupiali się na łapaniu jasyru i łupieży. 17 lutego dotarli do starostwa stryjskiego i Medenic. W Medenicach założono kosz i do 19 lutego plądrowano południowo-wschodnią część ziemi przemyskiej (powiaty stryjski, drohobycki i samborski).

### Starcia tatarsko-polskie
W części miejsc ludność wiejska skutecznie broniła się za umocnieniami ziemnymi oraz w warowniach chłopskich. W miejscowości Uliczno Tatarzy przełamali opór obrońców oparty o tzw. okop, a następnie wymordowali kilkaset osób.
17 lutego w poprzez rzeki Dniestr, prawdopodobnie w pobliżu Czernicy, polski podjazd ostrzelał się z czambułem ordyńców. 18 lutego hetman Jabłonowski wysłał do odparcia ataku tatarskiego 40 chorągwi. Tatarzy w części sytuacji skutecznie zdołali uniknąć pościgu. W czasie odwrotu Tatarów z ziemi przemyskiej Konstanty Zahorowski, wysłany przez Stefana Potockiego, dopadł oddział tatarski obciążony łupami i jasyrem. W czasie walki wzięto do niewoli kilkudziesięciu Tatarów i zabito wielu innych. 19 lutego doszło do starcia pod Obłaźnicą, gdzie skutecznie obroniła się chorągiew Aleksandra Maksymiliana Fredry.
W trakcie najazdu jeden z podjazdów wysłany przez Stanisława Jabłonowskiego nad brzegiem Dniestru natrafił na chorągiew wołoską Adama Mikołaja Sieniawskiego, którą wziął za Tatarów. Towarzysze jazdy uciekli w panice w kierunku Lwowa i rozsiewali defetystyczne wieści o obecności ordyńców oraz tureckich janczarów ze spahisami.

## Bitwa
21 lutego 1699 r. na przeprawie przez Dniestr pod Martynowem doszło do starcia sił polskich z częścią sił tatarskich. Uderzenie wykonało około 600 żołnierzy w sile 6 chorągwi polskich, w tym chorągiew wołoska Adama Sieniawskiego i husarska Michała Warszyckiego. Tatarzy skutecznie odparli Polaków i wzięli jeńców. Bitwa ta była nieznana polskiej historiografii do początku lat dwutysięcznych. Bardzo nieliczne relacje ówczesnych świadków tych zdarzeń wydają się wskazywać na próbę przemilczenia tej bitwy.

## Następstwa

### Odwrót tatarski
Nie niepokojeni dalej Tatarzy odeszli wraz ze zdobytym jasyrem, po przekroczeniu Dniestru kontynuowali plądrowanie na terenie ziemi halickiej (okolice Podkamienia, Rohatyna, Bursztyna i Mariampola) i częściowo ziemi lwowskiej. Tatarzy opuścili ziemie Rzeczypospolitej około 22–23 lutego.

### Skutki najazdu
Według Stanisława Jabłonowskiego z terenu całego województwa ruskiego uprowadzono około 20 tysięcy ludzi. Z ziemi przemyskiej zgodnie z dokumentami rewizji i juramentów uprowadzono 6577 osób (brak danych kilkunastu wsi pozwala szacować liczbę na 7 tysięcy mieszkańców). Na terenie ziemi przemyskiej spustoszono 92 wsie (~10% wszystkich). W 1699 na Podolu rozpoczęła się masowa akcja kolonizacyjna, w której brali także udział zbiegowie z ziemi przemyskiej, którzy utracili majątek wskutek najazdu.

### Pokój Karłowicki a zwrot jasyru
Na początku czerwca około 2800 jeńców przyprowadzono do Chocimia. W wyniku pertraktacji komisarzy Stanisława Fredry i Adama Tarło Gazi Gerej zwrócił tych jeńców stronie polskiej.
W miesiącu poprzedzającym najazd tatarski, 26 stycznia podpisany został traktat w Karłowicach, zgodnie z którego postanowieniami wszyscy wzięci w jasyr już po wejściu traktatu w życie mieli zostać zwróceni Rzeczypospolitej. Deklaracja Stanisława Rzewuskiego podczas rokowań dawała 30 dni na opublikowanie traktatu (Vacatio legis). W związku z tym, strona osmańska tłumaczyła, że najazd tatarski zakończył się parę dni przed wejściem traktatu w życie (25 lutego 1699). W wyniku negocjacji Rafała Leszczyńskiego, które zaczęły się w okolicy sierpnia 1699, zdołano uwolnić 130 ludzi. Łącznie zaledwie około 10% osób wziętych w jasyr zostało zwróconych.